# Horornis annae
Horornis annae è un uccello passeriforme della famiglia Cettiidae.